# Свети Тодори
Свети Тодори (мкд. Свето Тодори) су насеље у Северној Македонији, у јужном делу државе. Свети Тодори припадају општини Могила.

## Географија
Насеље Свети Тодори је смештено у јужном делу Северне Македоније. Од најближег већег града, Битоља, насеље је удаљено 25 km северно.
Свети Тодори се налазе у западном делу Пелагоније, највеће висоравни Северне Македоније. Насељски атар је на истоку равничарски, док на западу издиже планина Древеник. Североисточно од насеља протиче Црна река. Надморска висина насеља је приближно 650 метара.
Клима у насељу је континентална.

## Становништво
Свети Тодори су према последњем попису из 2002. године имали 210 становника.
Претежно становништво по последњем попису су етнички Македонци (100%).
Већинска вероисповест је православље.